# Jardines de Harry P. Leu
Los Jardines de Harry P. Leu (en inglés: Harry P. Leu Gardens), es una finca de 200 acres (200,000 m²) de extensión, que alberga un jardín botánico, arboreto, además de terrenos con diseño paisajista y lagos ajardinados, con senderos sombreados por robles de más de 200 años y bosques de camelias. Están abiertos al público. Su dirección 1920 North Forest Avenue Orlando, Florida FL 32803. EE. UU.
Una sección del parque de 15 acres (61,000 m²) es un distrito histórico de Estados Unidos. Como tal, se conoce Mizell-Leu House Historic District (o "Leu Botanical Gardens and Leu House Museum"). Recibió esa designación el 29 de diciembre de 1994. Según el Registro Nacional de Lugares Históricos, contiene 3 edificios históricos.

## Historia
Los "Leu Gardens" fueron comenzados por el Sr. y señora Harry P. Leu, quienes en 1936 compraron la "Leu House" y 40 acres (160,000 m²)  de tierra. Los Leus viajaron por todo el mundo y trajeron consigo muchas plantas exóticas y muchas variedades (240) de camelias para sus jardines.
En 1961, los Leus traspasaron la casa y los jardines a la ciudad de Orlando.

## Museo de Leu House
En el corazón de los jardines se encuentra el hogar de Harry y de Mary Jane Leu, conocido como el "Museo de la Casa Leu", que se ha restaurado meticulosamente y está inscrito en el Registro Histórico Nacional.
Las visitas guiadas a la "Leu House", ilustran la vida de mediados del siglo pasado en la Florida, están disponibles en la hora y media  (tiempo conforme a cambio).

## Flora
Los "Leu Gardens" en el área climática USDA zona 9b. El clima subtropical suave permite cultivar una mezcla interesante de plantas de zonas templadas y tropicales.
Los jardines se conocen para sus amplias colecciones de aros, azaleas, bambú, plátanos, bromelias, camelias, cítricos, coníferas, mirtos de crepe, cycas, helechos, arbustos de flor, árboles de flor, jengibres, heliconias, hibiscus, malvas, magnolias, hierbas ornamentales, palmas, plantas perennes, rosas, árboles, y vides.

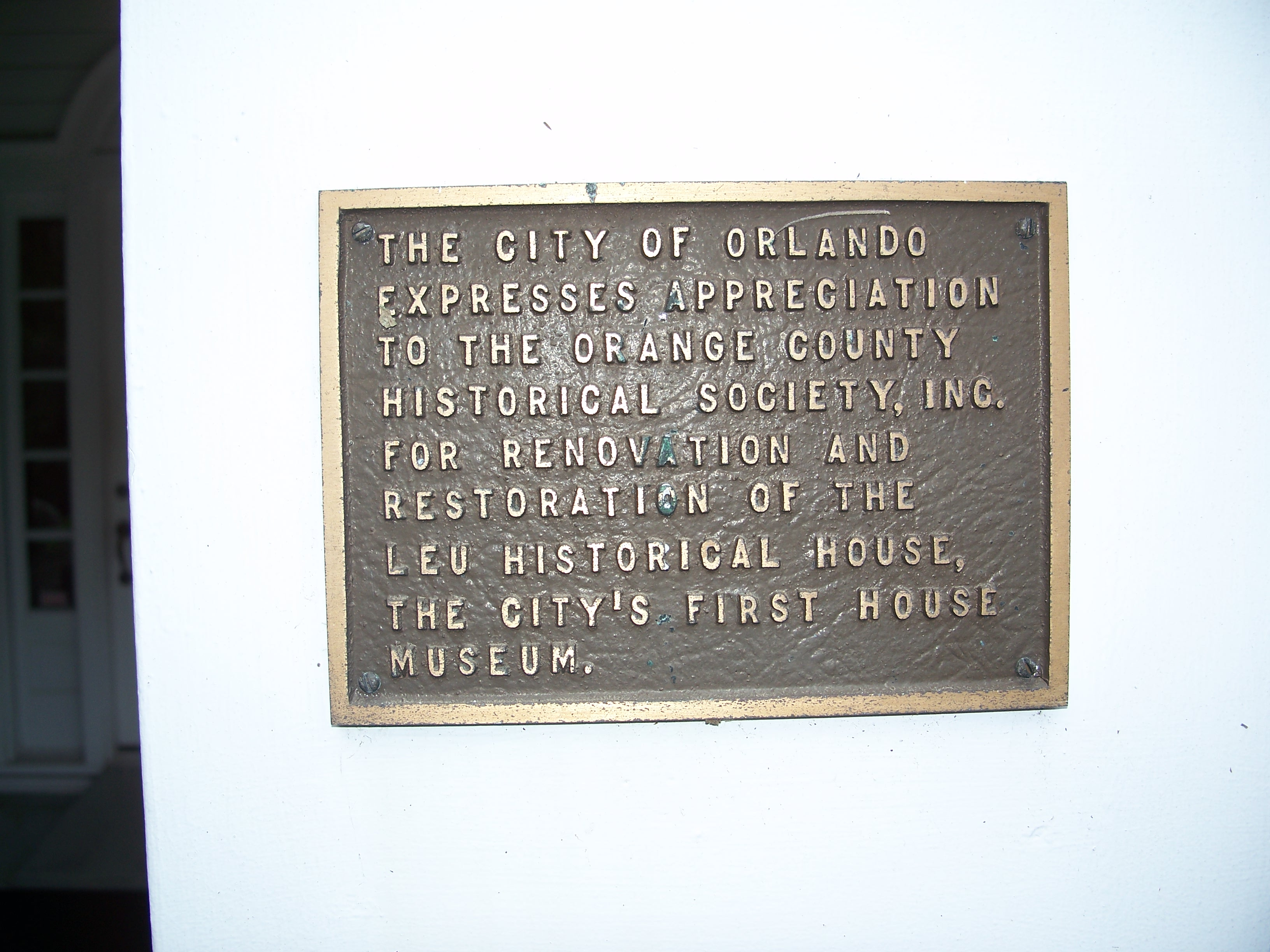
Placa NHRP de Harry Leu House.

## Secciones de los Jardines
Annual Garden (Jardín de Planta Anuales): Esta es una de las áreas de más color de los "Leu Gardens". Esta área exhibe más de 7.000 plantas anuales, perennes, y arbustos adecuados según la estación en la Florida central. Las plantas en esta área se cambian a menudo cada 4 meses.
Archive Building (Edificio del Archivo): Este edificio, construido en el 2000, lleva a cabo el almacenaje de los archivos para el museo de la "Leu House", tiene habitación de la novia, la habitación del novio, lavabos públicos y armarios de almacenaje.  This
Arid Garden (Jardín Árido):

Herb Garden (Jardín de Hierbas):

Home Demonstration Garden (Exhibición de Jardín Casero): Desde su apertura en 2003, este espacio de 3 acres (12,000 m²) se ha dedicado a las exhibiciones educativas incluyendo las plantas significativas y las técnicas arquitectónicas y materiales más idóneos para los jardineros de la Florida central. Se divide en 10 “ideas de jardinería" residencial para cultivar un huerto con diversos grupos de exhibición de las plantas que incluyen los jardines siguientes: de pájaros, pantano, habilitado, atardecer, fragancia, hierba ornamental, sombreado, fruta subtropical, patio urbano y flores silvestres.
•	The Bird Garden (Jardín de los Pájaros) exhibe las plantas que atraen y mantiene a los pájaros en el entorno de la Florida central. Algunas de las plantas producen fruta y bayas para que los pájaros coman mientras que otras plantas tienen hábitos densos de crecimiento que facilitan la cubierta o la nidificación de los pájaros . Hay también plantas de flor que los colibríes encuentran atractivas y que los alimentan.
•	The Bog Garden (Jardín de Pantano) nos demuestra que hay plantas que pueden tener un crecimiento saludable en un entorno de paisaje húmedo. Esta es un área en la cual el agua puede permanecer durante varias horas a un par de días a la vez que sigue una precipitación intensa pero no es permanente. El suelo es muy pesado y mal drenado. Un lecho de arroyo “seco” se encuentra a través del centro del jardín del pantano pero no tiene un flujo permanente de agua.
•	The Enabling Garden (Jardín Habilitado) fue diseñado específicamente para apoyar un extenso programa hortícola de terapia del "Leu Gardens". Los lechos de cultivo del huerto están levantados para conseguir varios propósitos; para proveer de accesibilidad para alguien que va en una silla de ruedas, para alguien que necesita permanecer sentado la mayor parte del tiempo o para la gente con debilidad visual, porque las plantas están en una ubicación más cercana que en la tierra. Las plantaciones en estos lechos pueden cambiar a través del año. Además hay un pequeño jardín de texturas que contiene las plantas con texturas inusuales al tacto o el follaje y las flores brillantemente coloreadas y un pequeño jardín perfumado con las plantas que tienen flores o las hojas fragantes.
•	The Evening Garden (Jardín del Atardecer) exhibe una gran variedad de plantas que tengan follaje o flores que se vean fácilmente por la tarde o lleven las flores que son fragantes en la noche. Muchas de estas plantas tienen flores blancas o follaje variegado.
•	The Fragrance Garden (Jardín de las Fragancias)

Vegetable Garden (Jardín de Verduras): Esta es una nueva sección del jardín que contendrá tanto las verduras que fueron cultivadas en el siglo XIX y las variedades adecuadas para el jardinero de hoy.
Vine Displays (Exhibición de Trepadoras) : Casi cada familia de plantas tiene miembros con un hábito rampante o trepador. Las hierbas, las orquídeas, los aros, e incluso las palmastrepadoras. Aquí se encuentran a una mayoría de las plantas trepadoras cultivadas en el mundo entero en climas tropicales o subtropicales. Las exhibiciones de trepadoras se cultivan en la cerca que rodea la zona de parqueadero, y se pueden también encontrar a lo largo de las cercas en el "Home Demonstration Garden" y a lo largo del "Tropical Stream Garden". La exhibición total contiene más de 150 especies de plantas trepadoras, muchas con flores llamativas, adecuadas para el clima de la Florida central.
White Garden (Jardín Blanco): Un pequeño y tranquilo jardín desarrollado para proporcionar un sitio alternativo para las celebraciones de bodas. Las plantas en esta área tienen flores que son blancas o tienen follaje verde y variegado.
Wyckoff Overlook (Observatorio Wyckoff): El paseo marítimo y el gazebo en el lago Rowena se nombran por John Wyckoff, uno de los miembros originales del Consejo del jardín. A orillas del lago el área ahora contiene un jardín acuático de humedal, siendo las plantas expuestas casi todas ellas nativas. ¡Observe los pájaros y fauna existente, pero no alimente los cocodrilos!!